# Анодний ефект
Анодний ефект (рос. анодный эффект, англ. anode effect) — різке зростання напруги в електролітичній чарунці і зменшення потоку струму спричинене відкладанням із часом непровідного шару на анодній поверхні. Трапляється майже завжди в електролізі розтоплених солей.